# استپ آپ: انقلاب
استپ آپ:انقلاب یا گام بلند:انقلاب (به انگلیسی: Step Up Revolution) فیلمی به کارگردانی اسکات اسپیر، نویسندگی آماندا برودی و تهیه‌کنندگی آدام شنکمن، جنیفر گیبگوت، پاتریک واچسبرگر و اریک فیگ محصول سال ۲۰۱۲ میلادی است.

## بازیگران
- رایان گوزمن.
- کاترین مک‌کورمیک
- میشا گابریل
- پیتر گلگر
- استفن باس
- تامی دویی
- کلوپاترا کولمن
- مگان بون
- سین راهیل
- سیفو
- آدام جی. سوانی
- ماری کودا
- چاد "ماد چاد" اسمیت
- برندان موریس
- فیلیپ چدید
- جاستین "جت لی" والس
- گلن ماتارو
- کلستینا آلادکوبا
- آنجلین فیوریدلا اپل
- میا مایکلز
- ببو
- دارلن وی ده اوکامپو